# Pierwoszczowocnia

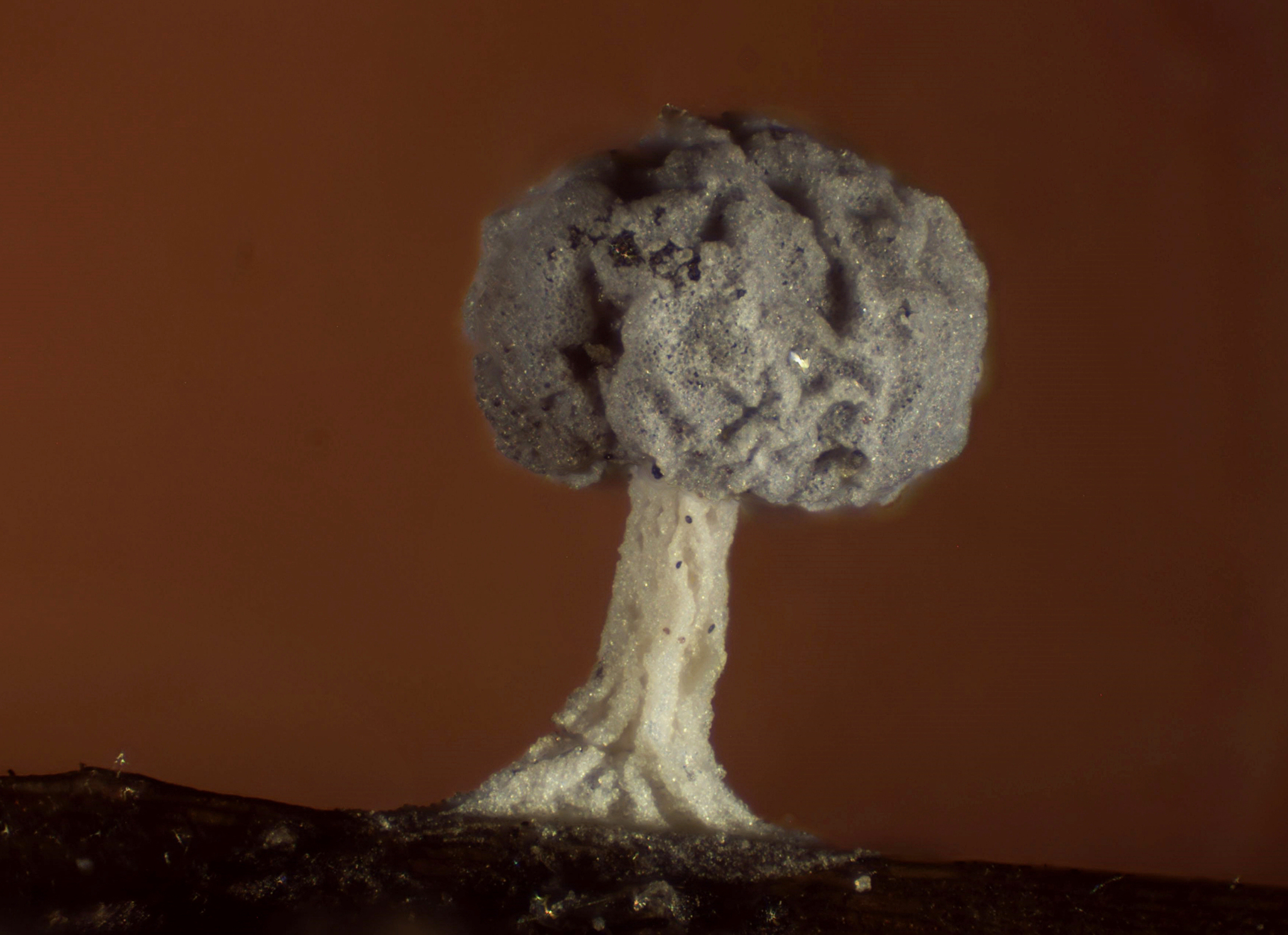
Pierwoszczowocnia Didymium karstensii

Pierwoszczowocnia (łac. plasmodiocarpium) – rodzaj zarodni u śluzowców (Myxomycota). Powstaje z plazmodium (śluźni), które nie ulegając większym zewnętrznym zmianom skupia się i otacza grubszą ścianą, wewnątrz której wytwarzane są zarodniki. Jest to najbardziej pierwotny sposób tworzenia zarodni przez śluzowce. Pozostałe rodzaje zarodni tworzonych przez śluzowce to: zrosłozarodnia, zarodnia wolna i pseudozrosłozarodnia.
Nie do końca zbadano przyczyny, dla których plazmodium zaprzestaje odżywiania się i przekształca się w zarodnie. Jednym z powodów może być wyczerpanie substancji pokarmowych w podłożu, ale zaobserwowano też, że przyczyną mogą być zmiany temperatury lub chemizmu podłoża. Po zaprzestaniu odżywiania się śluźnia wydala ze swojego wnętrza niestrawione resztki pokarmu i przypadkowo pochłonięte fragmenty podłoża. Zazwyczaj wypełza też na pewną wysokość nad ziemią. Wspina się na znajdujące się w jej otoczeniu rośliny, pniaki, górne strony pni drzew, gałęzie. W jej wnętrzu zachodzą bardzo skomplikowane przemiany, w rezultacie których powstają zarodnie wypełnione zarodnikami.